# ناحیه نیو هیون، شهرستان گالاتین، ایلینوی
ناحیه نو هیون (به انگلیسی: New Haven Township) یک منطقهٔ مسکونی در ایالات متحده آمریکا است که در شهرستان گالاتین، ایلینوی واقع شده‌است. ناحیه نو هیون ۱۰۲ متر بالاتر از سطح دریا واقع شده‌است.